# Hu Liangzhi
Hu „kaka“ Liangzhi (chinesisch 胡良智, * 7. November 1992) ist ein chinesischer E-Sportler, der für Invictus Gaming in der Disziplin Dota 2 antritt. Mit mehr als 1.800.000 US-Dollar erspielten Preisgeldern gehört er zu den finanziell erfolgreichsten E-Sportlern und zu den besten zehn chinesischen Spielern.

## Karriere
Hu begann seine professionelle Dota-2-Karriere mit dem Beitritt zum neu gegründeten HyperGloryTeam im Jahr 2014. Mit dem Team konnte er erste internationale Erfolge erzielen, bei der zweiten Ausgabe der i-League erreichte Hu das Finale und den 7. – 8. Platz bei den Dota 2 Asia Championship 2015. Nachdem das HyperGloryTeam bei der Qualifikation zu The International 2015 früh ausgeschieden war, verließ Hu das Team, um für EHOME zu spielen. Sein größter Erfolg mit EHOME war das Erreichen des vierten Platzes bei dem ersten von Valve finanzierten Major Turniers, dem Frankfurt Major 2015, wodurch er mehr als 50.000 US-Dollar einnehmen konnte. Beim Shanghai Major 2016 konnte sich neben den anderen chinesischen Teams auch EHOME nicht durchsetzen und entfernte in der Folge Hu aus dem Team. Seinen bislang erfolgreichsten Karriereabschnitt verbrachte er bei der Organisation Newbee, mit der Hu unter anderem beim Manila Major 2016 Dritter wurde und seinen größten Erfolg, den zweiten Platz bei The International 2017. Durch den Finaleinzug bei dem zu diesem Zeitpunkt höchstdotierten E-Sports-Turnier erspielte er 790.000 US-Dollar Preisgeld. Bei der folgenden Ausgabe von The International schied Newbee in der ersten Runde aus, weshalb Hu entschied das Team zu verlassen. Mit seinem nächsten Team, Keen Gaming, konnte er Platz zwei bei den World Electronic Sports Games 2018 und den Sieg bei der ESL One Mumbai 2019 erreichen, kam bei The International 2019 aber nicht über den 13. – 16. Platz hinaus und entschied sich erneut sein Team zu wechseln. Im September 2019 wurde Hu von seinem aktuellen Team Invictus Gaming unter Vertrag genommen. Mit Invictus Gaming gewann er sein erstes von Valve gesponsertes Major Event, das ONE Esports Singepore Major 2021. Im selben Jahr erreichte er bei The International 10 den Vierten Platz. Nach dem Turnier lief sein Vertrag mit Invictus Gaming aus.

## Erfolge (Auswahl)
| Datum     | Platz   | Turnier                     | Preisgeld |
| --------- | ------- | --------------------------- | --------- |
| Jan. 2015 | 2.      | i-League Season 2           | 05.170 $  |
| Feb. 2015 | 7. – 8. | Dota Asia Championship 2015 | 24.460 $  |

| Datum     | Platz | Turnier                          | Preisgeld |
| --------- | ----- | -------------------------------- | --------- |
| Nov. 2015 | 4.    | The Frankfurt Major 2015         | 51.000 $  |
| Jan. 2016 | 1.    | MarsTV Dota 2 League Winter 2015 | 24.964 $  |

| Datum     | Platz    | Turnier                | Preisgeld |
| --------- | -------- | ---------------------- | --------- |
| Juni 2016 | 3.       | Manila Major 2016      | 063.000 $ |
| Aug. 2016 | 9. – 12. | The International 2016 | 062.311 $ |
| Aug. 2017 | 2.       | The International 2017 | 790.013 $ |

| Datum     | Platz     | Turnier                            | Preisgeld |
| --------- | --------- | ---------------------------------- | --------- |
| März 2019 | 2.        | World Electronic Sports Games 2018 | 040.000 $ |
| Apr. 2019 | 1.        | ESL One Mumbai 2019                | 027.000 $ |
| Aug. 2019 | 13. – 16. | The International 2019             | 102.990 $ |

| Datum     | Platz | Turnier                          | Preisgeld |
| --------- | ----- | -------------------------------- | --------- |
| Nov. 2019 | 3.    | MDL Chengdu Major 2019           | 022.000 $ |
| Apr. 2021 | 1.    | ONE Esports Singepore Major 2021 | 040.000 $ |
| Okt. 2021 | 4.    | The International 10             | 480.220 $ |